# Lamporecchio
Lamporecchio is een gemeente in de Italiaanse provincie Pistoia (regio Toscane) en telt 7078 inwoners (31-12-2004). De oppervlakte bedraagt 22,2 km², de bevolkingsdichtheid is 319 inwoners per km².

## Demografie
Lamporecchio telt ongeveer 2715 huishoudens. Op 31 augustus 2007 was het aantal inwoners 7.471. Het inwonersaantal steeg in de periode 1991-2001 met 4,1% volgens cijfers uit de tienjaarlijkse volkstellingen van ISTAT.
| Jaar | Inwoneraantal |
| ---- | ------------- |
| 1991 | 6512          |
| 2001 | 6777          |

## Geografie
De gemeente ligt op ongeveer 56 m boven zeeniveau.
Lamporecchio grenst aan de volgende gemeenten: Cerreto Guidi (FI), Larciano, Quarrata, Serravalle Pistoiese, Vinci (FI).

## Externe link

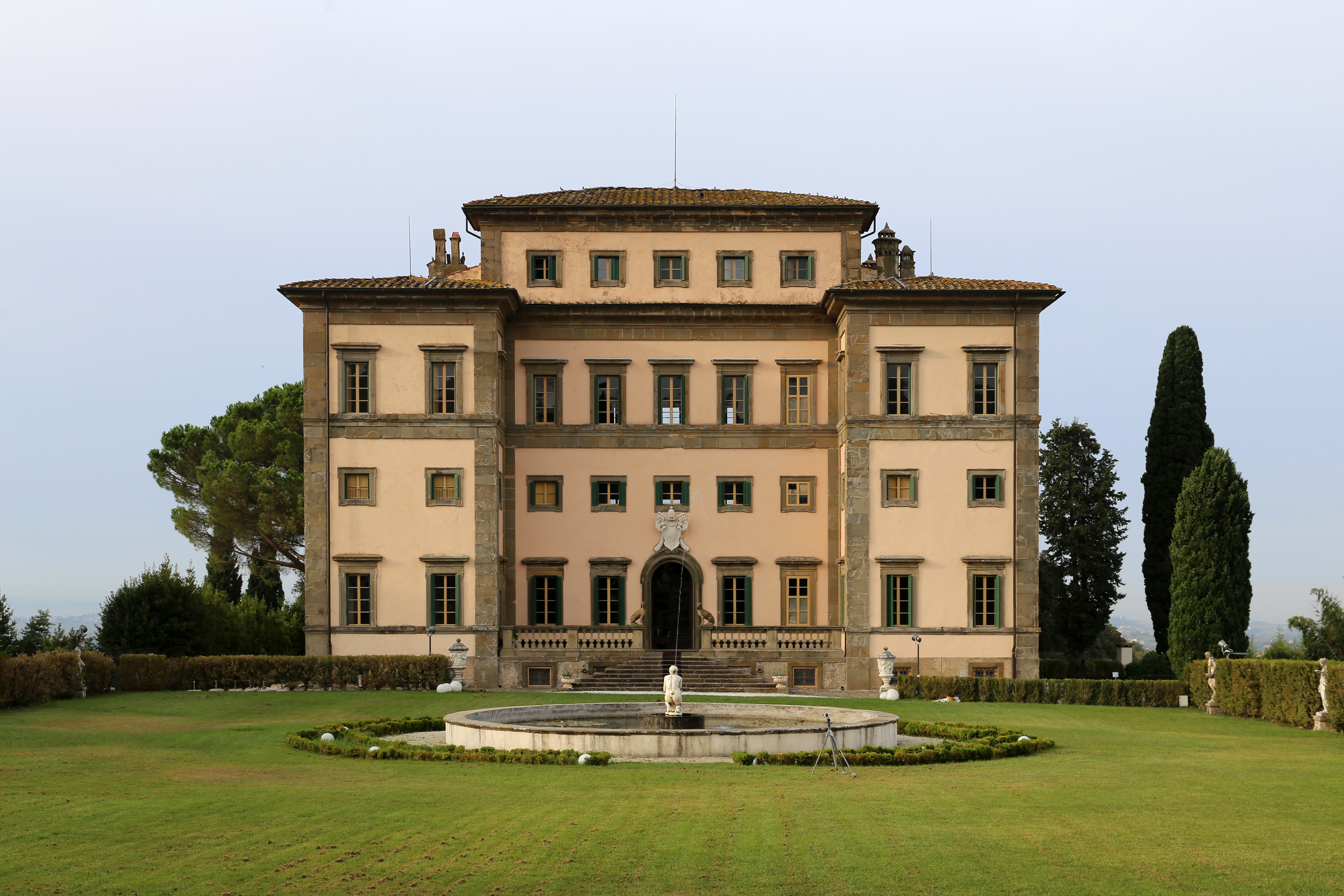
Villa Rospigliosi